# Паразитичний вірус
Паразитичні віруси — це файлові віруси, що змінюють вміст файлу додаючи в нього свій код. При цьому заражена програма зберігає повну або часткову працездатність. Код може впроваджуватися в початок, середину або кінець програми. Код вірусу виконується перед, після або разом з програмою, в залежності від місця впровадження вірусу в програму.

## Історія виникнення вірусів
З появою перших персональних комп'ютерів Apple в 1977 році і розвитку мережевої інфраструктури розпочинається нова епоха історії вірусів.
З'явилися перші програми-вандали, які під виглядом корисних програм після запуску знищували дані користувачів.
В цей же час з'являються троянські програми-вандали, що проявляють свою деструктивну суть лише через час або за певних умов.
Черговим етапом розвитку вірусів вважається 1987 рік.
До цього моменту отримали широке поширення порівняно дешеві комп'ютери IBM PC, що привело до різкого збільшення масштабу зараження комп'ютерними вірусами.
Саме у 1987 спалахнули відразу три великі епідемії комп'ютерних вірусів.
Перша епідемія 1987 була викликана вірусом Brain (також відомий як Пакистанський вірус), який був розроблений братами Амджатом і Базитом Алви.
За даними McAfee, вірус заразив тільки в США більше 18 тисяч комп'ютерів.
Програма повинна була покарати місцевих піратів, що крадуть програмне забезпечення у їх фірми. У програмці значилися імена, адреса і телефони братів.
Проте несподівано для усіх The Brain вийшов за кордони Пакистану і заразив сотні комп'ютерів по всьому світу.
Вірус Brain був також і першим стелс-вірусом (супутній, супутниковий  вірус) — при спробі читання зараженого сектора він « підставляв» його незаражений оригінал.
Друга епідемія, що бере початок в Лехайском університеті (США), вибухнула в листопаді 1987.
Впродовж декількох днів цей вірус знищив вміст декількох сотень дискет з бібліотеки обчислювального центру університету і особистих дискет студентів. За час епідемії вірусом було заражено близько чотирьох тисяч комп'ютерів.
Остання вірусна епідемія вибухнула перед Новим роком, 30 грудня 1987. Її викликав вірус, виявлений в Єрусалимському Університеті (Ізраїль)
Хоча істотної шкоди цей вірус не приніс, він швидко поширився по всьому світу.
В п'ятницю 13 травня 1988 відразу декілька фірм і університетів декількох країн світу « познайомилися» з вірусом « Jerusalem» — цього дня вірус знищував файли при їх запуску.
Це, мабуть, один з перших MS — DOS- вірусів, що став причиною справжньої пандемії — повідомлення про заражені комп'ютери поступали з Європи, Америки і Близького Сходу.
У 1988 Робертом Морісом-молодшим був створений перший масовий мережевий черв'як — Черв'як Моріса.
Вірус спочатку розроблявся як нешкідливий і мав на меті лише потайно проникнути в обчислювальні системи, пов'язані мережею ARPANET і залишитися там невиявленим.
Вірусна програма включала компоненти, що дозволяють розкривати паролі, існуючі в системі, що інфікується, що, у свою чергу, дозволяло програмі маскуватися під завдання легальних користувачів системи, насправді займаючись розмноженням і розсилкою копій.
Вірус не залишився прихованим і повністю безпечним, як замислював автор, в силу незначних помилок, допущених при розробці, які привели до стрімкого некерованого саморозмноженню вірусу.
Черв'як Моріса уразив понад 6200 комп'ютерів. В результаті вірусної атаки більшість мереж вийшли з ладу на строк до п'яти діб.
У 1989 році з'явився перший «троянський кінь» AIDS.
Вірус робив недоступною усю інформацію на жорсткому диску і висвічував на екрані лише один напис: «Пришліть чек на $189 на таку-то адресу».
Автор програми був заарештований у момент переведення у готівку чека і засуджений за здирство.
Також був створений перший вірус, протидіючий антивірусному програмному забезпеченню, — The Dark Avenger. Він заражав нові файли, поки антивірусна програма перевіряла жорсткий диск комп'ютера.

## Способи зараження комп'ютерними вірусами
Віруси потрапляють в комп'ютер через зовнішні носії або Інтернет. Одним з основних їхніх властивостей є здатність до розмноження, тобто до самокопіювання. При цьому вірус проходить три стадії:
1) прихованість — дії вірусу не проявляються і залишаються не поміченими;
2) лавиноподібне розмноження — вірус створює свої копії, але дії його ще не видно;
3) активна дія — вірус починає виконувати шкідливі дії.

## Особливості паразитичних вірусів
Особливістю паразитичних вірусів є їх спосіб зараження файлів, а саме: вірус просто «уклинюється» в код файлу, не порушуючи його працездатність.
Такі віруси можна розділити за способом впровадження в тіло файлу.

### У початок файлів (prepending)
- коли вірус копіює початок файлу, що заражається, в його кінець, а сам при цьому копіюється в місце, що звільнилося; — вірус просто дописує файл, що заражається, до свого коду.

### У середину файлів (inserting)
При такому способі зараження вірус просто « розсовує» файл і записує свій код у вільне місце.
Деякі з вірусів при такому способі зараження здатні стиснути переміщуваний блок файлу, так що кінцевий розмір файлу буде ідентичним тому, який був до зараження.
Можливий і інший варіант впровадження в середину файлу — так званий метод « cavity», при якому вірус записує своє тіло в невживані області файлу. Такими невживаними, « порожніми» областями можуть бути області заголовка EXE- файлу, « пропуски» між секціями EXE- файлів або область текстових повідомлень компілятора.

### У кінець файлів (appending)
Впровадження вірусу в кінець файлу має на увазі, що вірусний код, виявившись у кінці файлу, змінює початок файлу, так що першими виконуються команди вірусу. Це досягається шляхом корекції стартової адреси програми (адреса точки входу) в заголовку файлу.